# Günter Wöller

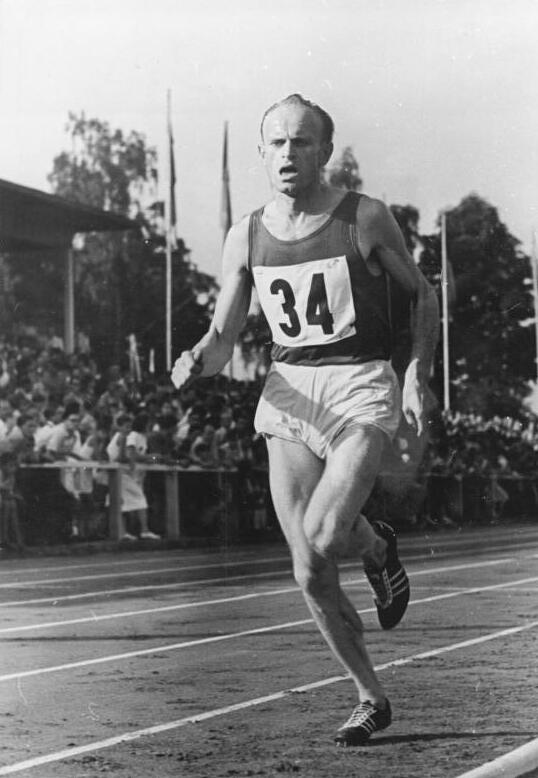
Günter Wöller wird 1952 DDR-Meister im 5000-Meter-Lauf

Günter Wöller (* 13. August 1922; † 18. August 2005 in Berlin) war ein deutscher Leichtathlet aus der Deutschen Demokratischen Republik (DDR).

## Leben
Er wurde 1952 DDR-Meister im 5000-Meter-Lauf, außerdem  1953 DDR-Meister im Waldlauf. 
Wöller, selbst gehörlos, war führend mitbeteiligt an der Gründung des „Allgemeinen Deutschen Gehörlosen-Verbands“ (ADGV) am 31. Mai 1957 in Halle an der Saale. Er wurde zu dessen ersten Präsident gewählt und bekleidete dieses Amt bis 1960. Nach der Deutschen Einheit wurde er 1992 mit der Heinrich Siepmann-Plakette des Deutschen Gehörlosen-Sportverbandes geehrt.